# Stadtmuseum Dresden

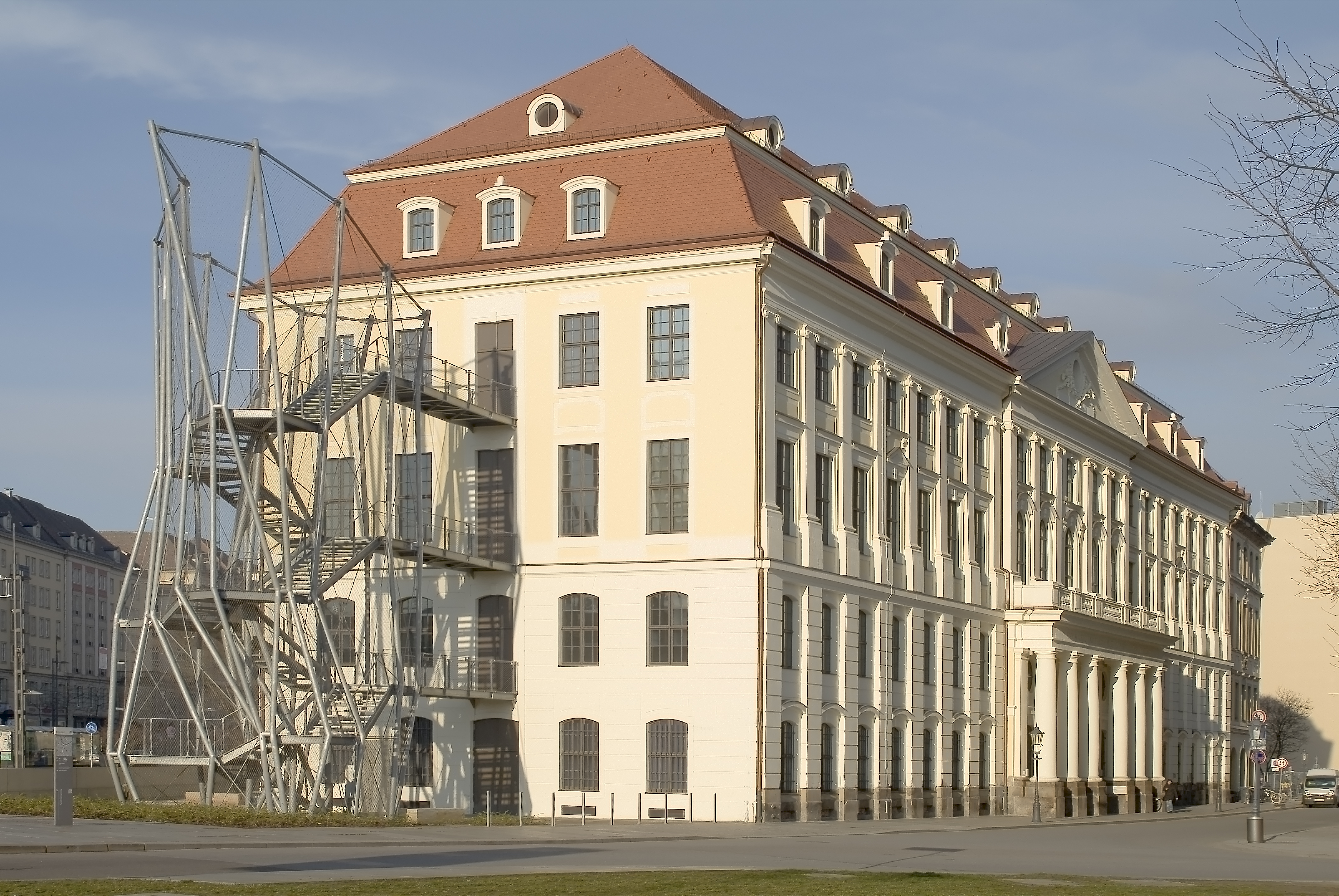
Das Landhaus Dresden, der Sitz des Stadtmuseums (Foto: 2008)

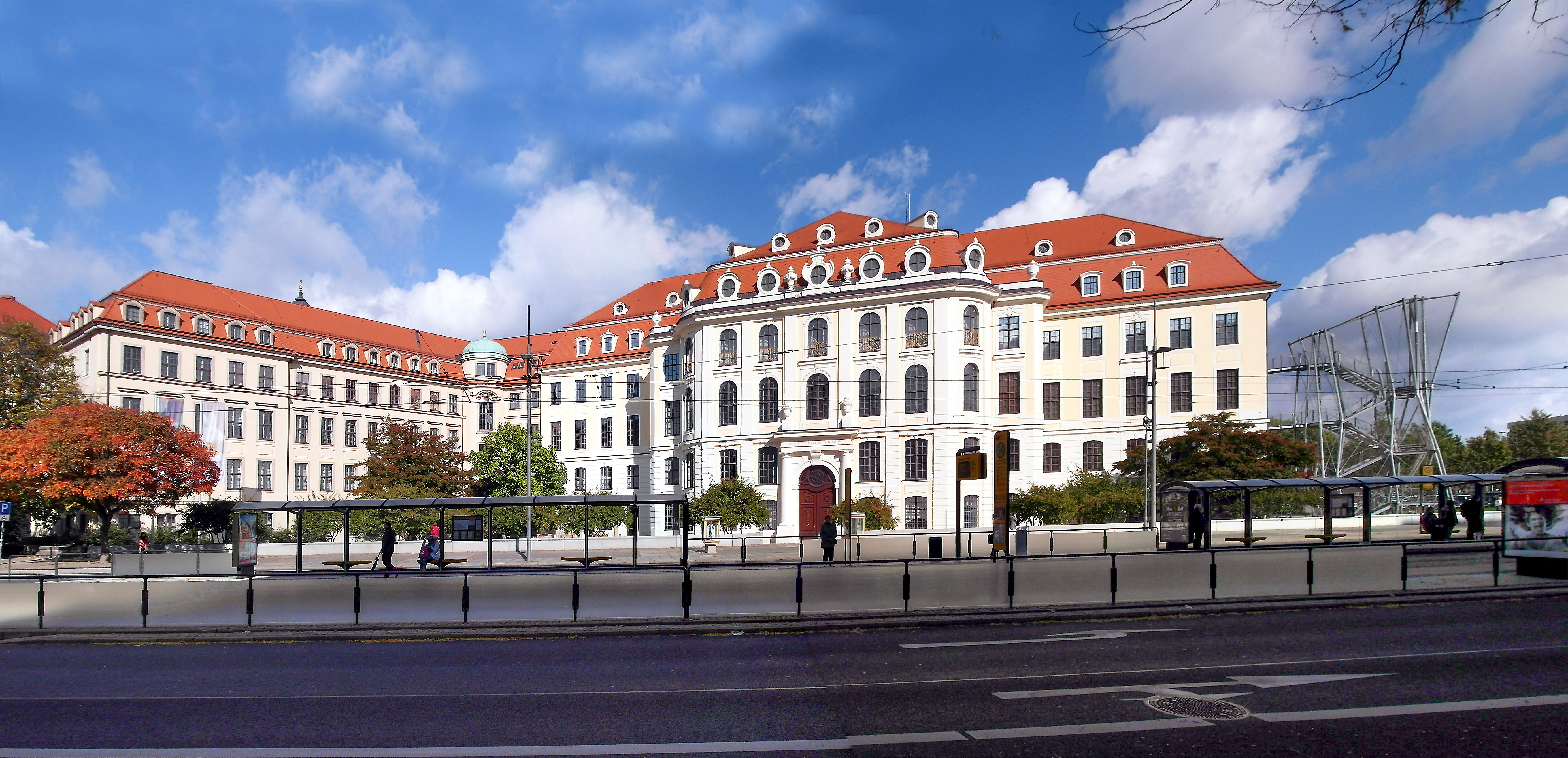
Dresden: Altes Landhaus – Museum für Stadtgeschichte (Foto: 2012)

Das Stadtmuseum Dresden ist das zentrale Stadt- und Heimatmuseum der sächsischen Landeshauptstadt Dresden. Thema seiner Sammlungen und Ausstellungen ist die über 800-jährige Geschichte der Stadt. Es gehört zum zehn Museen umfassenden Verbund Museen der Stadt Dresden.
Gemeinsam mit der Städtischen Galerie, die seit 2002 als kommunales Kunstmuseum den städtischen Kunstbesitz verwaltet, befindet sich das Stadtmuseum im Landhaus.

## Gebäude und Umgebung
Das Domizil des Dresdner Stadtmuseums ist das Landhaus. Es wurde zwischen 1770 und 1775 nach Plänen von Friedrich August Krubsacius in einer Stilmischung aus Barock, Rokoko und Klassizismus errichtet. Seinen Namen verdankt es seiner Funktion als Sitz der Landstände und von 1832 bis 1907 des Sächsischen Landtages bis zu dessen Umzug ins Sächsische Ständehaus. Das Landhaus befindet sich am Ostrand der Inneren Altstadt zwischen Wilsdruffer und Landhausstraße. Dabei liegt es zwischen dem Neumarkt und dem Pirnaischen Platz. Das Polizeipräsidium mit dem Polizeimuseum Dresden ist direkt benachbart; in der näheren Umgebung stehen unter anderem die Frauenkirche und das Kurländer Palais. Andere Dresdner Museen in der Nähe sind das Museum Festung Dresden sowie die Neuen Meister im Albertinum (Staatliche Kunstsammlungen Dresden).

## Ausstellungen

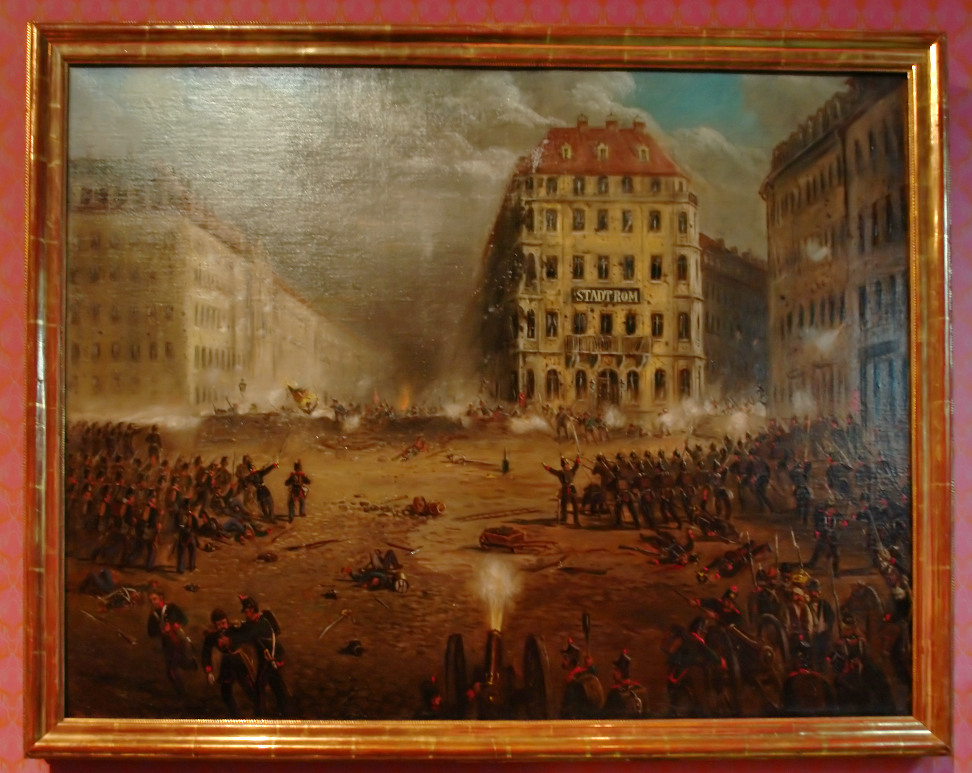
Ölgemälde über den Dresdner Maiaufstand, ausgestellt im Stadtmuseum

Die Dauerausstellung des Stadtmuseums thematisiert verschiedene Aspekte der Dresdner Stadtgeschichte, darunter die Kultur- und Wirtschaftsgeschichte. In vier Sälen stellt das Museum mehr als 1000 Exponate zur Schau. Die Gesamtfläche der Ausstellungen beträgt über 1.800 Quadratmeter und erstreckt sich über mehrere Etagen, 20 Medienstationen informieren zusätzlich über den Werdegang Dresdens innerhalb der letzten acht Jahrhunderte und werden durch vielfältige museumspädagogische Angebote ergänzt.
Ausgestellt sind unter anderem drei historische Stadtmodelle, das älteste Dresdner Stadtsiegel von 1309, der sogenannte Sophienschatz sowie Dokumente und Gegenstände von der Zerstörung der Stadt durch die anglo-amerikanischen Luftangriffe auf Dresden 1945. Die Besucher können außerdem einen ca. 10 Meter × 6 Meter großen begehbaren Luftbildfußboden der Stadt Dresden betrachten sowie Erläuterungen zu einem 2 Meter × 1,50 Meter großen Reliefmodell des Dresdner Elbtales bekommen.
Neben der Dauerausstellung zur Geschichte Dresdens werden Sonderausstellungen zur Kultur-, Wirtschafts-, Gesellschafts- und Architekturgeschichte gezeigt. Der repräsentative Festsaal wird für Vorträge und andere Veranstaltungen genutzt.

## Sammlungen

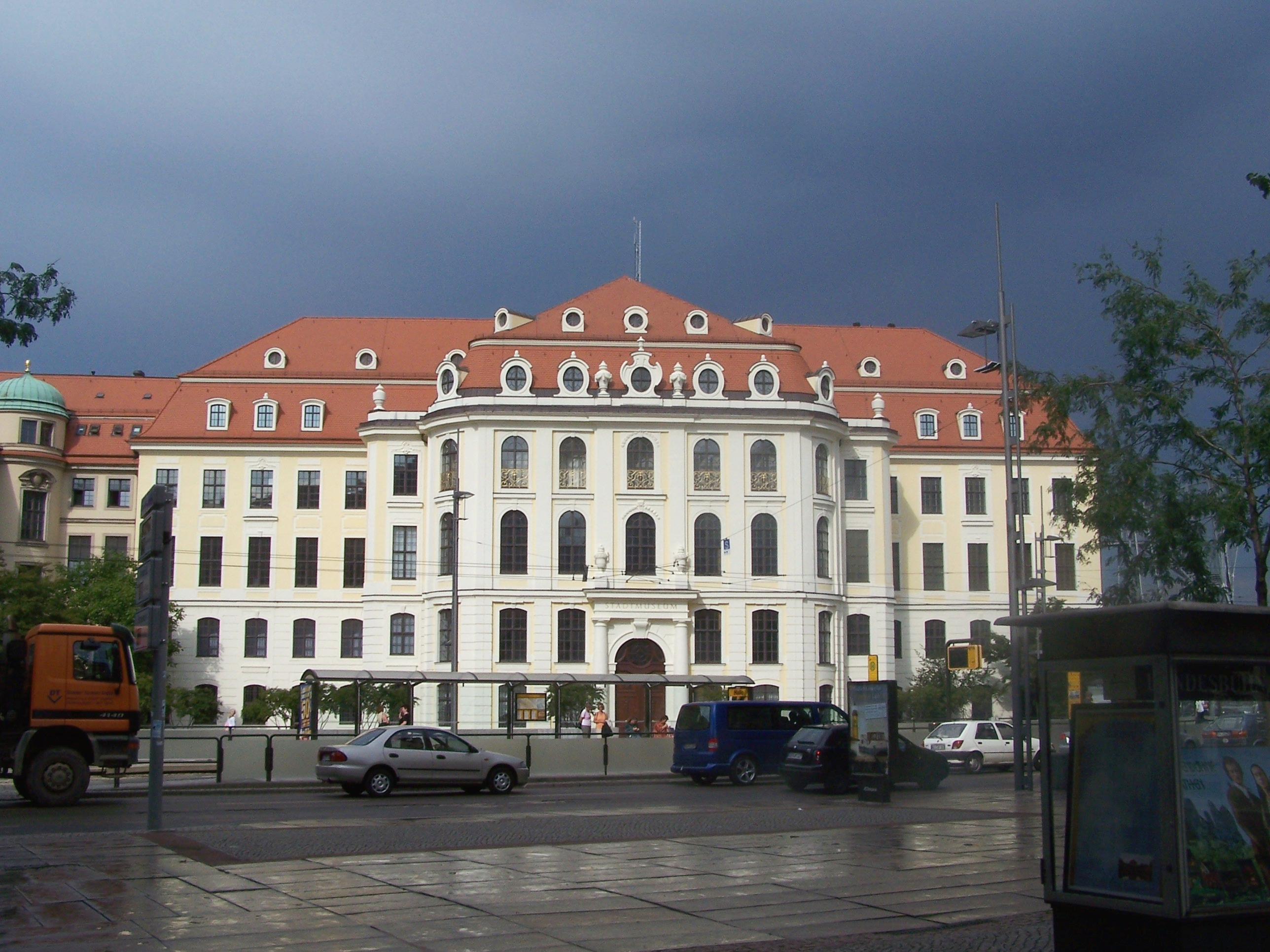
Das Landhaus, davor die Wilsdruffer Straße (Foto: 2007)

Nicht nur die Dauerausstellung des Museums ist für Dresden bedeutend, sondern auch die Sammlung, welche die Grundlage für das Stadtmuseum als Forschungsstätte bildet. Die Sammlungen sind recht vielfältig und umfassen Stücke aus den Bereichen Kultur, Alltag und Geschichte Dresdens. Sie lassen sich in mehrere Hauptbestandsgruppen untergliedern.
Die mit Abstand größte Gruppe stellen die Fotografien und Postkarten mit etwa 200.000 Objekten. Die Schwerpunkte der Sammlungstätigkeit in diesem Bereich liegen auf Stadtansichten, stadtgeschichtlichen Ereignissen, Porträts von Dresdner Persönlichkeiten und Arbeiten Dresdner Fotografen, unter anderem August Kotzschs. Die Sammlung enthält Daguerreotypien, Ferrotypien und andere Zeugnisse alter fotografischer Verfahren sowie mehrere Komplettnachlässe verstorbener Sammler. Hierbei ragen die mehrere 1.000 Objekte umfassenden Altbestände mit Aufnahmen des Dresdner Stadtbilds und Dresdner Persönlichkeiten von der Mitte des 19. Jahrhunderts bis etwa 1930 heraus.
Die Gegenständlichen Sammlungen beinhalten etwa 30.000 Objekte in 29 Teilbestandsgruppen. Sie beinhalten Einrichtungs- und Haushaltsgegenstände, Kleidung, Militaria, Musikinstrumente, Spielwaren, Medaillen und Münzen, Maschinen und Gerätschaften sowie kunstgewerbliche Objekte. Bedeutende Bestandteile dieser Gruppe sind auch Spezialsammlungen wie beispielsweise die 1951 erworbene Schmiedeeisensammlung Kühnscherf mit ihren insgesamt 1.708 Kunstschmiedearbeiten. Andere Hauptbestandsgruppen der Sammlung des Dresdner Stadtmuseums sind Plakate, Dokumente und Schriftgut sowie Landkarten und Stadtpläne.
Die Museumsbibliothek verfügt über 20.000 Bände, die ältesten unter ihnen sind aus dem 16. Jahrhundert. Sie ist in zwei Hauptbestandsgruppen gegliedert, in denen Werke über Dresden im weitesten Sinne beziehungsweise andere Werke gesammelt werden. Einen großen Anteil an den Dresdner Werken haben die jährlichen Adressbücher der Stadt und ihrer Vororte ab 1809 bis 1844. Gesammelt werden vordergründig Werke über die Landes- und Stadtgeschichte, insbesondere Rechts-, Militär- und Polizeigeschichte, Vereinsleben, Schulwesen, theologische Literatur, Kulturgeschichte u. v. m. Sondersammlungen der Bibliothek sind die Bestände des ehemaligen Körner-Museums mit Literatur von Theodor Körner sowie aus dem Freundeskreis von dessen Vater Christian Gottfried Körner, darunter Friedrich Schiller und Ernst Moritz Arndt.
Im Jahr 2011 errichtete die Opernsängerin Clementine von Schuch, Enkelin des bedeutenden Dresdner Dirigenten Ernst von Schuch (1847–1914) und seiner Ehefrau, der Kammersängerin Clementine von Schuch-Proska (1850–1932), zusammen mit zwei Cousinen die Familienstiftung Ernst Edler von Schuch, die Erbstücke ihrer bedeutenden Großeltern aus deren Schaffenszeit dem Stadtmuseum Dresden überreichte. Den ersten 30 Exponaten, darunter der elfenbeinerne Taktstock des Dirigenten, der während der Ära Schuch von 1872 bis 1914 die musikalischen Geschicke der Semperoper bestimmte, folgten in den nächsten Jahren weitere Stücke. Im Jahr 2014 wurde auch damit zum 100. Todestag von Schuchs im Stadtmuseum eine Sonderschau gestaltet.

## Geschichte

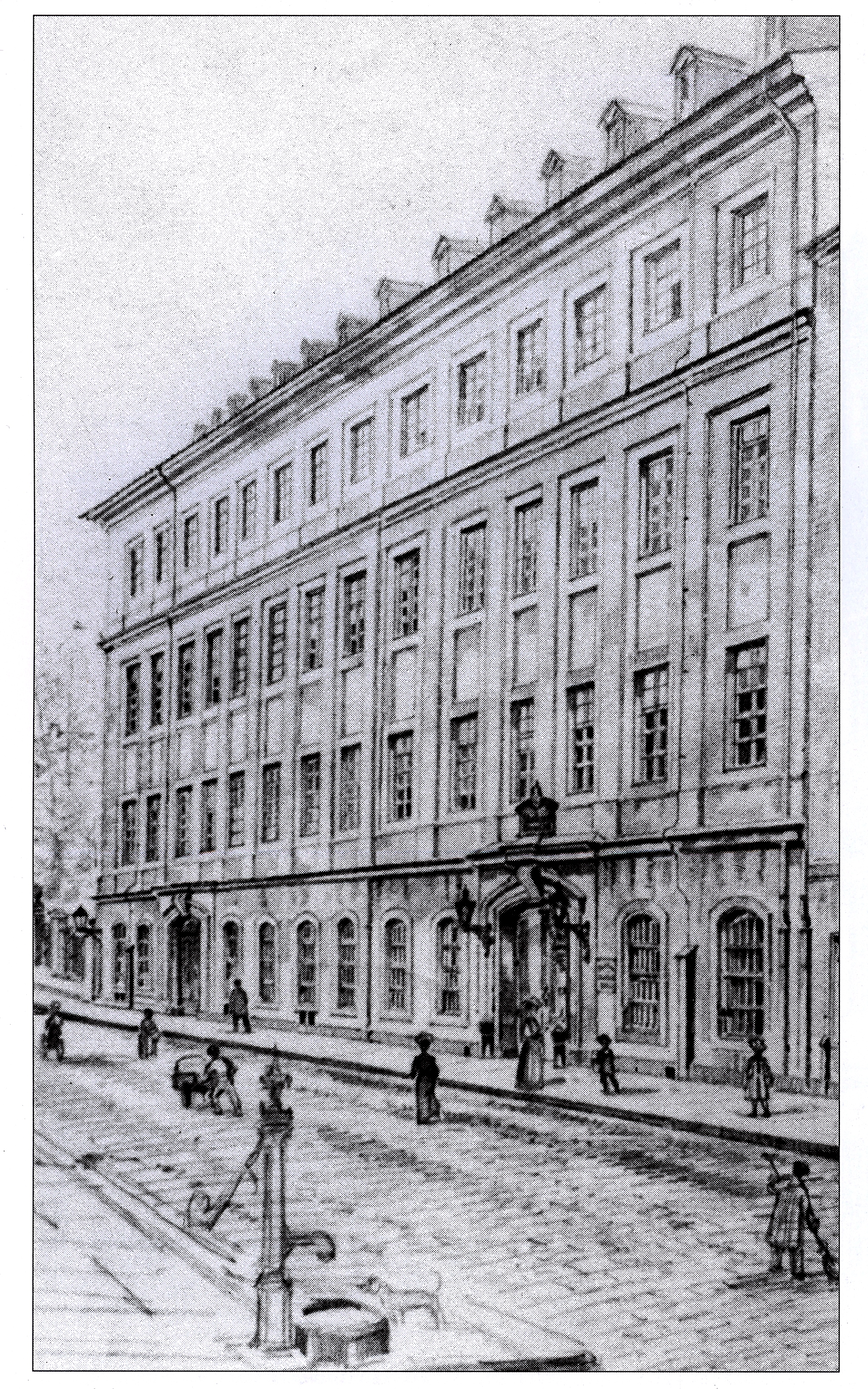
Palais Loß, 1. Sitz des Stadtmuseums

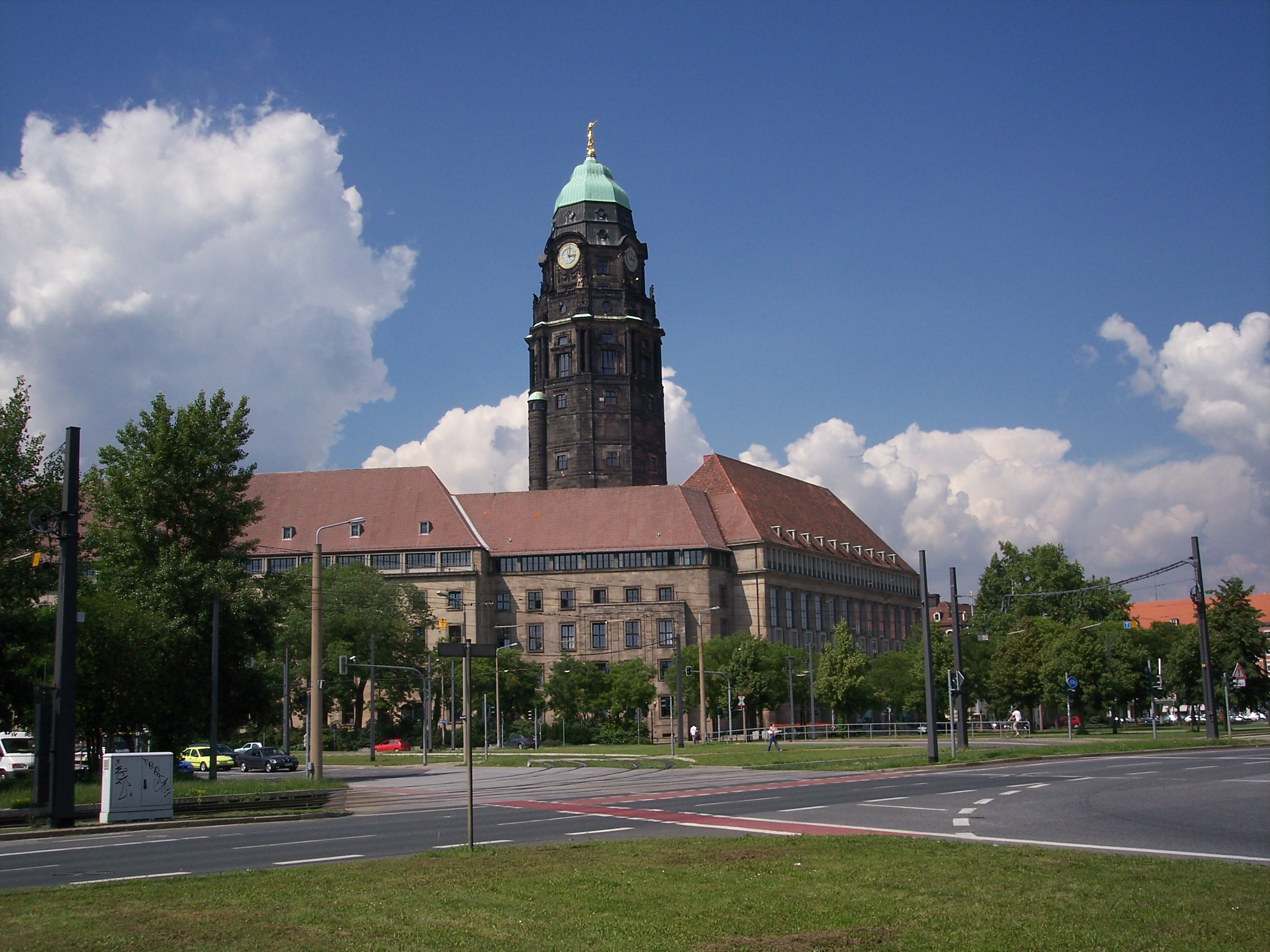
Das Neue Rathaus war bis 1945 Sitz des Stadtmuseums.

Das Stadtmuseum Dresden wurde am 6. Januar 1891 auf Initiative des Ratsarchivars Otto Richter im Palais Loß gegründet. Dort hatte es auch seinen ersten Sitz in acht Räumen, gegliedert nach Sachgruppen und historischen Ereignissen. So gab es einen Bildersaal mit Dresden-Ansichten, drei Räume mit Ansichten der Stadt und ihrer Umgebung, ein Zimmer mit Modellen und Zunfttruhen, einen Kirchensaal mit religiösen Altertümern sowie zwei Kabinette mit Erinnerungen an die napoleonische Ära. Das Museum war Ausdruck einer bewussten bürgerlichen Abgrenzung von den Königlichen Kunstsammlungen. Den Grundstock seiner Sammlung bildeten ortsgeschichtliche Objekte aus den Beständen des Ratsarchivs, des 1869 gegründeten Vereins für Geschichte und Topographie Dresdens sowie der 1879 gegründeten Stadtbibliothek. Das Palais wurde 1905 für den Bau des Neuen Rathauses abgerissen. Das Museum zog 1910 in das Erdgeschoss des Neubaus in 13 Räume. Bis 1919 stand es mit dem Ratsarchiv und der Stadtbibliothek unter einer gemeinsamen Leitung und Verwaltung.
Kurz nach dem Ersten Weltkrieg wurde das Stadtmuseum mit Körner- und Schilling-Museum zu den Städtischen Sammlungen zusammengefasst. In den 1920er Jahren begann der Aufbau einer Abteilung neuzeitlicher Kunst. Außerdem gehörte damals ein kleines Heimatmuseum in Leuben zum Stadtmuseum.
1937 wurde in der Nazi-Aktion „Entartete Kunst“ aus der Sammlung des Museums eine große Anzahl von Kunstwerken beschlagnahmt. Viele davon wurden anschließend vernichtet.
Im Zuge der Luftangriffe auf Dresden 1945 wurde das Neue Rathaus und mit ihm das Museum zerstört, die Gemälde des Stadtmuseums wurde zuvor durch Auslagerung gerettet, die gegenständliche Sammlung ging zu 80 Prozent durch anschließende Plünderungen verloren.
Nach Kriegsende diente die Bienertsche Villa in der Würzburger Straße 46 als Zwischenlösung, befand sich jedoch in schlechtem Zustand. Im Jahre 1950 bezogen die Städtischen Sammlungen einige Räume in der damaligen Nordhalle in der Albertstadt. Am 16. Januar 1951 wurde Franz Zapf zum Museumsdirektor bestellt und leitete den kontinuierlichen Wiederaufbau seines Bestands ein. Bereits ab dem 10. Mai 1951 konnte die Ausstellung „Das Stadtbild Dresdens“ gezeigt werden. Ende 1951 begründete die Ausstellung „Weihnachtsstimmung in den Städtischen Sammlungen“ die bis heute weitergeführte traditionelle Sonderausstellung „Weihnachten im Landhaus“. Weitere Ausstellungen in dieser Zeit waren 1952 die „Dresdner Dokumente zur Arbeiterbewegung“ im Lichthof des Rathauses, 1953 „Vom Dorf zur Stadt“ in der damaligen Stadthalle sowie Ausstellungen im Gedenken an Ludwig Richter ebenfalls 1953 und Martin Andersen Nexö 1955.

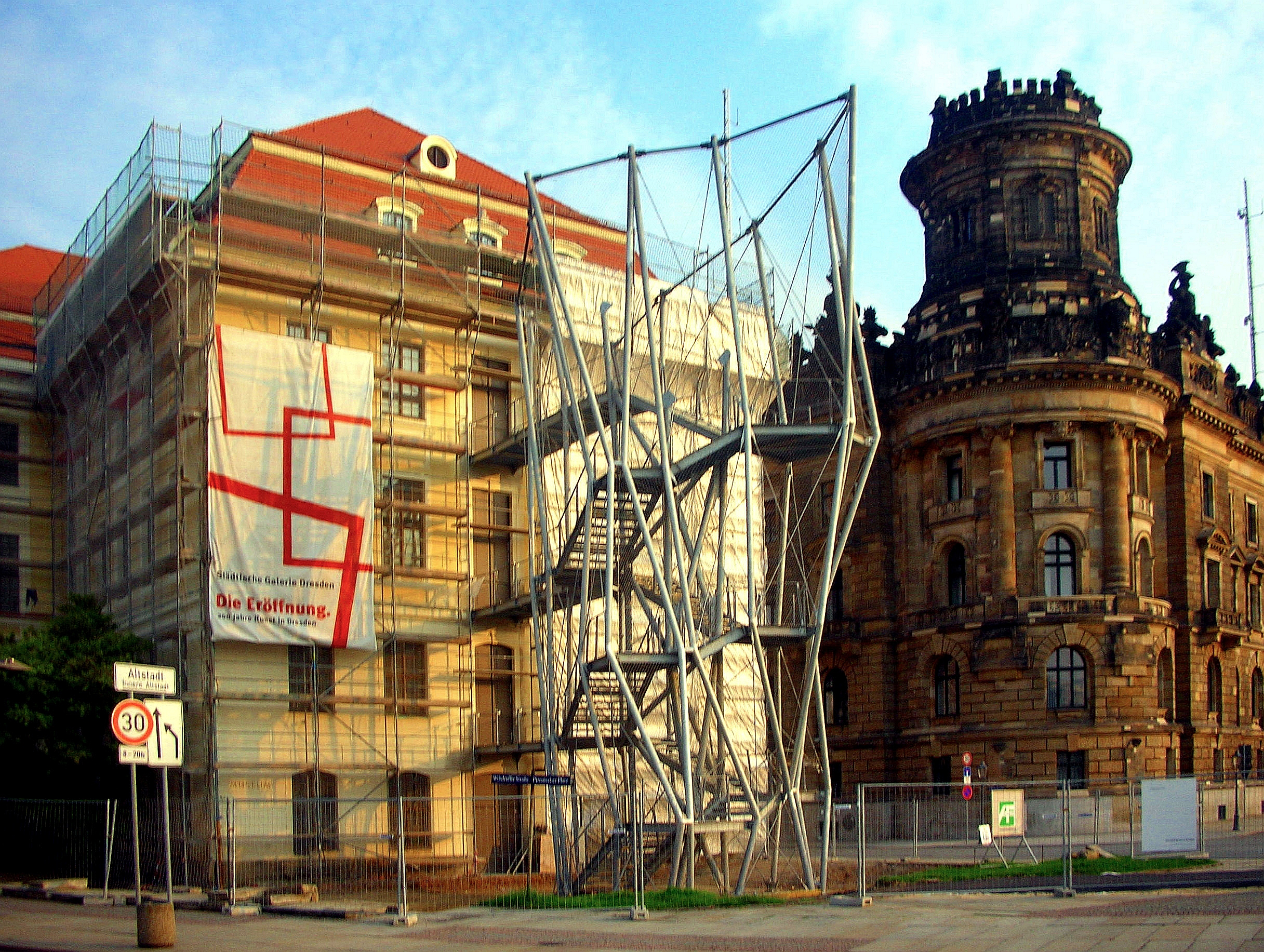
Im Landhaus ist das Stadtmuseum seit 1966 untergebracht.

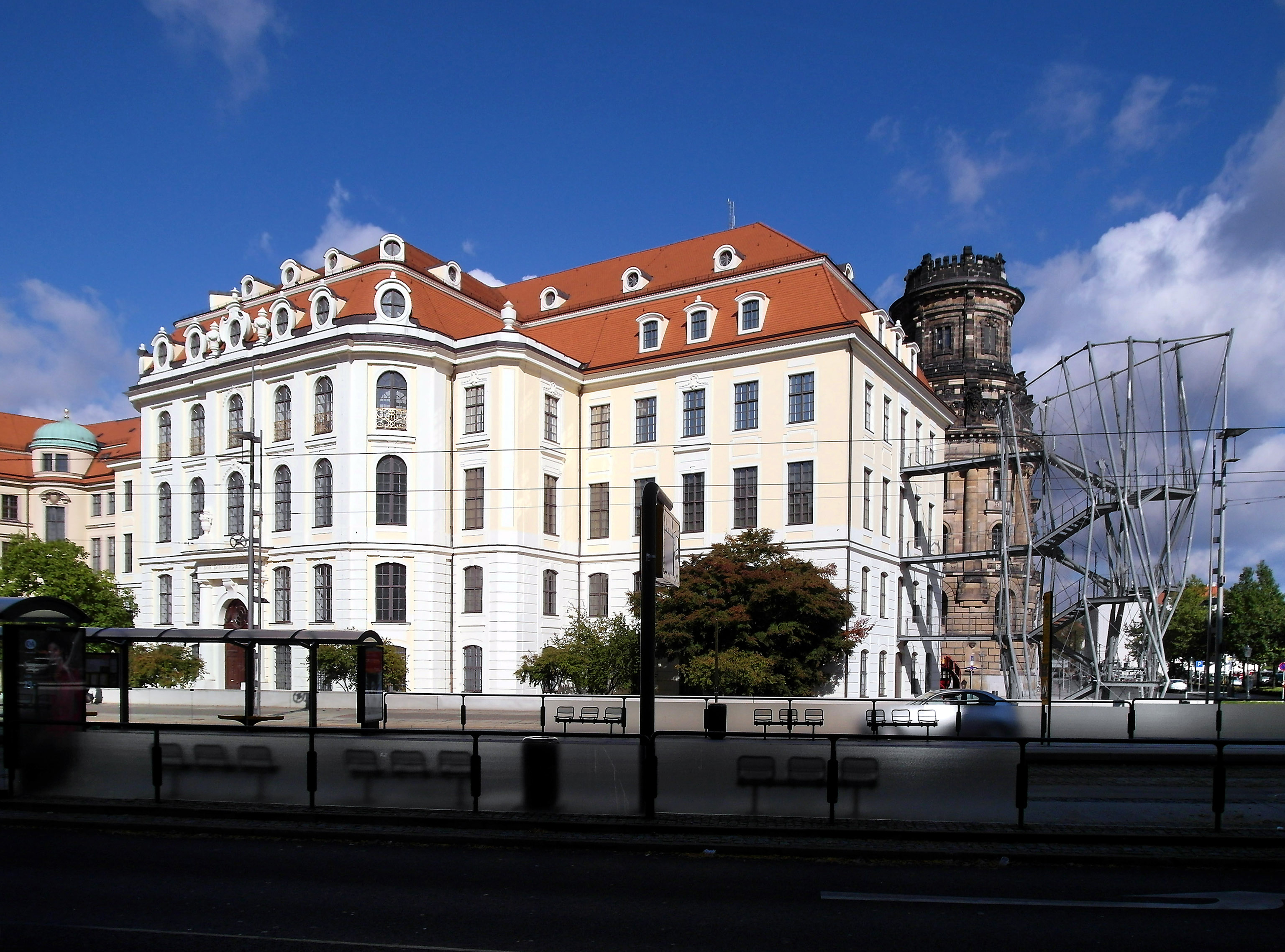
Dresden: Altes Landhaus – Museum für Stadtgeschichte

Das neugegründete „Museum für Geschichte der Dresdner Arbeiterbewegung“ wurde 1957 zu einer Abteilung der Städtischen Sammlungen, wodurch in deren Bestände verstärkt politik- und wirtschaftsgeschichtliche Objekte Eingang fanden. Die Wiedergründung des Stadtmuseums erfolgte im Januar 1966 unter dem Namen „Institut und Museum für Geschichte der Stadt Dresden“. Im August 1966 bezog es mit seiner ersten Ausstellung sein heutiges Domizil, das Landhaus. Aus einer Sonderausstellung entwickelte sich ab 1968 die Sondersammlung zur Geschichte der Feuerwehr, welche sich inzwischen in den Technischen Sammlungen befindet. Im Jahre 1977 wurde der sogenannte Sophienschatz aus dem Museum gestohlen, was eine der größten Fahndungsaktionen der DDR zur Folge hatte. Im Jahr 1986 fand man einen ersten Anhänger, weitere 38 Objekte tauchten 1999 in Oslo auf und konnten 2005 zurückerworben werden. Ein weiterer Anhänger einer Kette wurde 2002 in Hannover identifiziert und 2006 an das Museum zurückgegeben. 2017 kehrte ein weiterer Anhänger aus München zurück. 16 Objekte sind weiterhin verschollen.
Seit 1990 heißt das Museum wieder „Stadtmuseum Dresden“. Nach der Wende wurde Matthias Griebel am 1. September 1990 zum Direktor des Dresdner Stadtmuseums berufen. Diese Stelle hatte er bis zum 5. März 2002 inne. In den 12 Jahren seiner Amtszeit konnte Griebel den Bestand des Stadtmuseums erheblich ausbauen. Ebenfalls 2002 wurde die Städtische Galerie Dresden gegründet und übernahm den Kunstbestand des Stadtmuseums mit etwa 1.900 Gemälden, 800 plastischen Arbeiten und mehr als 20.000 Grafiken, die aus der Zeit vom 16. Jahrhundert bis zur Gegenwart stammen.
Anschließend war das Stadtmuseum längere Zeit geschlossen, da das Landhaus modernisiert wurde. Seit dem 2006 begangenen 800-jährigen Jubiläum der Ersterwähnung Dresdens ist es wieder geöffnet und zeigt seither seine große Dauerausstellung zur Geschichte Dresdens sowie mehrere Sonderausstellungen im Jahr.
Vom 1. März 2010 bis 31. März 2020 war Erika Eschebach die Direktorin des Museums. Seit 1. April 2020 wird das Museum von Christina Ludwig geleitet.

## Künstler, deren Werke 1937 aus dem Museum als "entartet" beschlagnahmt wurden
Henryk Barczynski, Ernst Barlach, Max Beckmann, Paul Berger-Bergner, Siegfried Berndt, Heinrich Campendonk, Pol Cassel, Hans Clar (1893–1944), Otto Dix, Herbert Ebersbach, Lyonel Feininger, Conrad Felixmüller, Friedrich Karl Gotsch, Otto Griebel, George Grosz, Hans Grundig, Fritz Häberlein, Guido Hebert (* 1900), Erich Heckel, Hein Heckroth, Wilhelm Heckrott, Josef Hegenbarth, Karl Hofer, Eugen Hoffmann, Walter Jacob (1893–1964), Eric Johansson, Wassily Kandinsky, Edmund Kesting, Hans Kiekebusch, Ernst Ludwig Kirchner, Paul Klee, Oskar Kokoschka, Bernhard Kretzschmar, Otto Lange, Heinz Lewerenz, Elfriede Lohse-Wächtler, Karl Lüdecke, Oscar Lüthy, Fritz Maskos, Otto Meister (1892–1969), Constantin von Mitschke-Collande Paula Modersohn-Becker, Otto Mueller, Ernst Müller-Gräfe, Edvard Munch, Emil Nolde, Max Pechstein, Christian Rohlfs, Arthur Rudolph, Wilhelm Rudolph, Clemens Oskar Schanze (1884–1938), Karl Schmidt-Rottluff Gustav Schmidt, Otto Schubert, Kurt Schwitters, Lasar Segall, Fritz Skade, Johannes Tietz, Christoph Voll, Johannes Theodor Eugen Walter-Kurau, Paul Weißkopf, Margarethe Wichmann-Dobbert, Fritz Winkler, Wilhelm Doms und Erich Wünsche (* 1893).

## Direktoren
- 1929 bis 1924 Paul Ferdinand Schmidt
- 1951 bis (1966)? Franz Zapf
- 1990 bis (Schließung) 2002 Matthias Griebel
- 2010 (Neueröffnung) bis 2020 Erika Eschebach
- 2020 Christina Ludwig